# 紫云山复叶耳蕨
紫云山复叶耳蕨（学名：Arachniodes ziyunshanensis）也称双柏复叶耳蕨、云栖复叶耳蕨，为鳞毛蕨科复叶耳蕨属下的一个种。